# 川井村
川井村（日语：／ Kawai mura */?）是位于岩手縣中央的一村，已於2010年1月1日併入宮古市。